# Hiromi Uehara
Pour les articles homonymes, voir Uehara.
Hiromi ou Hiromi Uehara (上原ひろみ (Uehara Hiromi)) est une pianiste de jazz née à Hamamatsu au Japon le 26 mars 1979.

## Biographie
Hiromi Uehara prend ses premières leçons de piano à l'âge de six ans, et démontre rapidement une habileté et une vitesse d'apprentissage hors du commun. À sept ans, elle intègre la prestigieuse Yamaha School of Music et à 12 ans elle joue déjà en public avec un orchestre de prestige. À 14 ans, Hiromi voyage en Tchécoslovaquie où elle joue avec l'orchestre philharmonique tchèque et à 17 ans elle monte sur scène avec Chick Corea à Tokyo alors qu’ils ne se sont rencontrés que la veille. Elle passe ensuite quelques années à écrire des jingles pour des compagnies japonaises dont notamment Nissan.
En 1999, elle est acceptée dans la prestigieuse école de musique de Berklee College of Music à Boston. Elle y rencontre le pianiste Ahmad Jamal qui devient son mentor. Elle obtient son diplôme avec le rang maximal en 2003. La même année, elle sort son premier album Another Mind qui fait une forte impression dans la communauté jazz autant aux États-Unis qu’au Japon.
Après avoir joué en trio avec le bassiste Mitch Cohn et le batteur Dave DiCenso, Hiromi Uehara enregistre en 2004 un second album Brain avec ses camarades de Berklee, le bassiste Tony Grey et batteur Martin Valihora.
En 2006, le trio s'agrandit avec l'arrivée du guitariste David Fiuczynski et le quartet est alors nommé Sonicbloom. C’est cette formation qui enregistre les albums Time Control et Beyond Standard. Le batteur Mauricio Zottarelli rejoint Sonicbloom pour la tournée de 2009.
L’année 2009 la voit sur tous les fronts. Un album en duo avec Chick Corea logiquement intitulé Duet est enregistré lors d’un concert à Tokyo. Elle prend part à l’album Jazz In The Garden de Stanley Clarke et avec le batteur Lenny White alors que sortent également deux DVD de concerts d’Hiromi, l’un avec son premier trio, l’autre avec Sonicbloom. Toujours en 2009, elle enregistre son premier album piano-solo avec Place To Be.
La pianiste japonaise se lance ensuite dans un nouveau projet, The Trio Project, avec Simon Phillips, le batteur de Toto, et Anthony Jackson à la basse. Ce trio enregistre quatre albums, Voice, Move, Alive et Spark respectivement en 2011, 2012, 2014 et 2016, et part en tournée dans le monde entier,.
En juillet 2021, elle se produit lors de la cérémonie d'ouverture des Jeux Olympiques d'été de Tokyo.
En 2023, elle compose la bande originale de l'animé Blue Giant.

## Influences et style
Hiromi est influencée par un éventail très large de musiques. Elle déclare à ce propos : « J’aime Bach, Oscar Peterson, Franz Liszt, Ahmad Jamal. Ainsi que des groupes comme Sly and the Family Stone, Dream Theater ou King Crimson. Je suis également très inspirée par des athlètes comme Carl Lewis ou Michael Jordan. En fait, je suis inspirée par tous ceux qui ont une grande, grande énergie. Ils me touchent vraiment directement au cœur. »
La pianiste est reconnue pour sa virtuosité et son énergie, autant dans sa musique que lors de ses prestations scéniques. Elle mélange les styles, bebop, post-bop, stride, rock, funk, reggae, tout en gardant l’improvisation au centre de sa musique. Si elle aime se réapproprier certains standards, la majorité de ses albums sont constitués de ses propres compositions très diverses et souvent sophistiquées,,.

## Discographie
Albums studio
Sous le nom « Hiromi » :
- Another Mind, Telarc Records (2003)[10] ;
- Brain, Telarc Records, (2004)[11] ;
- Spiral, Telarc Records, (2006) ;
- Place To Be, Telarc Records, (2009)[12].
- Spectrum, Telarc Records, (2019) ;
- Blue Giant (Original Soundtrack), (2023)

Sous le nom « Hiromi's Sonicbloom » :
- Time Control, Telarc Records, (2007) ;
- Beyond Standard, Telarc Records, (2008).

Sous le nom « Hiromi: the Trio Project » :
- Voice, Telarc Records, (2011) ;
- Move, Telarc Records, (2012) ;
- Alive, Telarc Records, (2014) ;
- Spark, Telarc Records, (avril 2016).

Sous le nom « Hiromi & Edmar Castaneda » :
- Live In Montreal, Telarc Records, (2017).

Sous le nom « Hiromi The Piano Quintet » :
- Silver Lining Suite (Universal Music Classic, 2021)

Sous le nom « Hiromi's Sonicwonder » :
- Sonicwonderland, 2023
- Out There, 2025

Album Live
Avec Akiko Yano, sous le nom « Akiko Yano × Hiromi » :
- Get Together -Live in Tokyo-, Universal music Japan, (2011) ;
- ラーメンな女たち -Live in Tokyo-, Telarc Records, (2017).

DVD
- Hiromi Live in Concert (2005)
- Hiromi’s Sonicbloom Live in Concert (2007)
- Hiromi The trio project Live in Marciac (2012)
- Hiromi & Edmar Castaneda – Live In Montreal (2017)

Autres apparitions
- Hajimete no Yano Akiko (はじめてのやのあきこ?) album hommage à Akiko Yano (avec Yosui Inoue, Kiyoshiro Imawano, Kazumasa Oda, Noriyuki Makihara, Yuki)
- Chick & Hiromi – Duet (2008 (Japon), 2009 (sortie internationale)) (album live enregistré avec Chick Corea au Tokyo Blue Note)
- The Stanley Clarke Trio (feat. Hiromi and Lenny White) – Jazz In The Garden (2009)
- Tokyo Ska Paradise Orchestra – Suikinkutsu (feat. Hiromi) (extrait de l'album Walkin')